# Krusa boliviana
Krusa boliviana is een hooiwagen uit de familie Sclerosomatidae.